# Демидов Акинфій Микитович
Акинфій Микитович Демидов (рос. Акинфий Никитич Демидов; *1678, Тула, Російська імперія — 5 серпня 1745) — російський підприємець і промисловець з роду заводчиків Демидових, засновник і управитель гірничої промисловості у багатьох районах Росії, зокрема на Уралі, в Сибіру та на Алтаї.

## Біографія
Акинфій Микитович — син Микити Демидовича Антуф'єва (відоміший як Микита Демидов; *1656—1725), російського підприємця, засновника династії промисловців Демидових.
Акинфій Демидов почав брати участь у розбудові й управлінні уральськими заводами ще за життя батька. Як і той, Акинфій відзначався підприємництвом та знанням гірничої справи, а також необхідними в царській Росії особистими якостями, і тривалий час йому вдавалося спритно маневрувати у проїденому корупцією та підлабузництвом середовищі придворних вельмож, добиваючись для себе виняткових привілеїв, зокрема фактично монополії у гірництві на і за Уралом, а також чину дійсного статського радника, а 1726 року навіть отримав спадкове дворянство.
Акинфій Демидов продовжував розвивати інфраструктуру між своїми заводами, організовувати розчищення річкових шляхів, прокладати шляхи, будувати нові підприємства, фактично втричі розширивши «промислову імперію», започатковану батьком. Крім уже традиційних заліза, чавуна та міді, він започаткував здобуток і обробку малахіту та магніту, а також азбесту.
Хоча А. Демидов збудував 17 залізних і мідноплавильних заводів, головною справою життя промисловця лишався Нижньотагільський завод, обладнання якого відповідало існуючим на той час у світі найкращим зразкам. Ним було засноване підприємство, яке є діючим і в наш час, а 1725 року тут було запущено в експлуатацію першу домну (на той час найбільшу у світі).
З виявленням на Алтаї поліметалічних руд Акинфій Демидов отримав дозвол на монопольне будівництво тут рудників для видобутку руд і заводів, для її виплавки. Тут же, на Алтаї, 1736 року робітники Демидова відкрили багаті родовища срібла, і декілька років його видобуток провадився у таємниці від уряду. Звідти відтоді існують перекази про те, що Демидов карбував свою власну монету у таємних майстернях. 
Промислова і фінансова міць імперії Демидових за Акинфія Микитовича досягла свого апогею. Так, якщо 1766 року показник виплавки чавуна становив 392 тисячі пудів, то вже на кінець століття становив 734 тисячі. Нижньотагільська група заводів перевищила за обсягами виробництва всі заводи, що належали Демидовим. Такий успіх, не в останню чергу, був викликаний у цілому розвитком промислових відносин у Європі та зростаючими потребами Англії в металах, а значить, експортними поставками до цієї країни. Наприкінці життя Акинфій Демидов мав 25 заводів, на яких було зайнято 23 755 робітників чоловічої статі.
Акинфій Микитович вважається і першим творцем у Росії еталонної колекції руд і мінералів, щоправда, основою для неї став мінеральний кабінет німецького хіміка і металурга Йоганна Фрідріха Генкеля, придбаний у Фрайберзі, а тоді вже поповнений зразками уральських та сибірських руд. Після смерті Акинфія Демідова його зібрання надійшло до Московського університету.
Управління Акинфія Демидова мало й негативну сторону — виняткова жадібність підприємця (який навіть намагався отримати «виняткову монополію» на розробку солеварень у Російській імперії) та необхідність постійно «ділитися» своїми прибутками з російськими владоможцями, вела до встановлення на підприємствах Демидових нелюдських умов роботи, що втім для початку капіталізму було повсюдним. Причому сам власник навіть і не піклувався такими питаннями, адже Акинфій Демидов помер, так ніколи і не побувавши там, звідки отримав свої головні статки — на Алтаї.
Акинфій Микитичович Демидов помер 5 серпня 1745 року на шляху з Петербурга до Сибіру на річці Кама, поблизу села Яцьке Устя. Похований у Тулі.

## Занепад імперії Демидових
З іменем Акинфія Микитовича пов'язаний, як період бурхливого розвитку промислової імперії, так і її стрімкий занепад, спричинений родинними сімейними сварками Демидових. Сталося так, що Акинфій Микитович під впливом своєї другої дружини Єфимії Іванівни Пальцевої (рос. Ефимья Ивановна Пальцева) відписав у своєму заповіті всі заводи і більшу частину капіталів молодшому сину (від другого шлюбу), Микиті Акинфійовичу (1724—1789). А старшим синам Прокофію (1710—1786) та Григорію (1715—1761) у спадок дісталися соляні копі та землеволодіння у Казанській, Калузькій, Нижньогородській, Ярославській і Вологодській губерніях, що, звичайно, було не тим, на що вони розраховували. З цього приводу Прокофій Акинфійович, скаржачись на батька, писав графу Михайлу Ілларіоновичу Воронцову:
|  | «Учинив мій родитель між братами розділення, про який від початку світу не чули і у всіх державах того не було, і натурі [воно] є противним. А са́ме пожалував мені тільки з рухомого і нерухомого [майна] 5000 рублів і понад [того] нічого, не тільки чим пожалувати, але й посуд увесь відібрав і в самих сорочках спустив... На поживу маю вдосталь, однак свого шкода.» Оригінальний текст (рос.) «Учинил мой родитель между братьями разделение, которого от света не слыхано и во всех государствах того не имеется и что натуре противно. А именно пожаловал мне только из движимого и недвижимого 5000 рублей и более ничего, не только чем пожаловать, но и посуду всю обобрал и в одних рубахах спустил… Имею пропитание довольное, однако своего жаль». |

Скривджені старші брати подали скаргу імператриці Єлизаветі Петрівні, у якій заявили про своє невизнання батькової волі. За їх вимогою, схваленою імператрицею, генерал-фельдмаршал Бутурлін учинив новий розподіл майна згідно з тогочасним спадковим правом. Відтак, за указом Берг-колегії величезний «акинфієвський» промисловий комплекс був розділений між його синами майже порівну на три частини: Прокофію припала Нев'янська частина з п'ятьма заводами і трьома нижньогородськими заводами; Григорію — Ревдинська частина з трьома заводами, чотири заводи у Приураллі та Тульський завод; Микиті — Нижньотагільська частина з шістьма заводами. Таким чином, доба великої демидівської імперії завершилася.
Усі алтайські рудники і заводи зі всіма землями та робітниками потрапили у віддання Кабінету Її Імператорської Величності (спадкоємцям, щоправда, було видано певну грошову компенсацію). Знайдене тут срібло за розпорядженням імператриці Єлизавети Петрівни було використано, в тому числі, і для виготовлення раки св. Олександра Невського у Петербурзі. У 1746 році алтайські рудники Демидових надійщли до державної казни.

## Виноски
1. ↑  https://bigenc.ru/domestic_history/text/1946546
2. ↑  Pas L. v. Genealogics — 2003.
3. ↑  https://выставкигасо.рф/akinfij-demidov
4. ↑  Демидов Акинфій Микитович на www.biografija.ru (рос.)